# Maki (Formula 1)
Maki je nekdanje japonsko moštvo Formule 1, ki je v prvenstvu sodelovalo med sezonama 1974 in 1976. Howden Ganley, Hiroshi Fushida in Tony Trimmer so z moštvom skupaj nastopili na sedmih Velikih nagradah, toda nikoli se niso uspeli kvalificirati na dirko.

## Popoln pregled rezultatov
(legenda)
| Leto | Šasija     | Motor(s) | Gumes | Dirkačs         | 1   | 2   | 3    | 4   | 5   | 6   | 7   | 8   | 9   | 10  | 11  | 12  | 13  | 14  | 15  | 16  | Toč | Prv |
| ---- | ---------- | -------- | ----- | --------------- | --- | --- | ---- | --- | --- | --- | --- | --- | --- | --- | --- | --- | --- | --- | --- | --- | --- | --- |
| 1974 | Maki F101  | Ford V8  | F     |                 | ARG | BRA | JAR  | ŠPA | BEL | MON | ŠVE | NIZ | FRA | VB  | NEM | AVT | ITA | KAN | ZDA |     | 0   | -   |
| 1974 | Maki F101  | Ford V8  | F     | Howden Ganley   |     |     |      |     |     |     |     |     |     | DNQ | DNQ |     |     |     |     |     | 0   | -   |
| 1975 | Maki F101C | Ford V8  | G     |                 | ARG | BRA | JAR  | ŠPA | MON | BEL | ŠVE | NIZ | FRA | VB  | NEM | AVT | ITA | ZDA |     |     | 0   | -   |
| 1975 | Maki F101C | Ford V8  | G     | Tony Trimmer    |     |     |      |     |     |     |     |     |     |     | DNQ | DNQ | DNQ |     |     |     | 0   | -   |
| 1975 | Maki F101C | Ford V8  | G     | Hiroshi Fushida |     |     |      |     |     |     |     | DNS |     | DNQ |     |     |     |     |     |     | 0   | -   |
| 1976 | Maki F102A | Ford V8  | G     |                 | BRA | JAR | ZZDA | ŠPA | BEL | MON | ŠVE | FRA | VB  | NEM | AVT | NIZ | ITA | KAN | ZDA | JAP | 0   | -   |
| 1976 | Maki F102A | Ford V8  | G     | Tony Trimmer    |     |     |      |     |     |     |     |     |     |     |     |     |     |     |     | DNQ | 0   | -   |